# Эмми
«Э́мми» (англ. Emmy Award) — международная телевизионная награда, вручаемая в США. «Эмми» считается телевизионным эквивалентом «Оскара» (для кино), премии «Грэмми» (для музыки) и премии «Тони» (для театра).
Награды «Эмми» представляют разные сектора индустрии американского телевидения и церемонии вручения наград проводятся ежегодно, но в разные месяцы каждая в своей области. Наиболее известными, освещаемыми в прессе и престижными являются Прайм-таймовая премия «Эмми» и Дневная премия «Эмми», отмечающие лучшие работы в прайм-тайм и дневном эфирах соответственно. Церемонии вручения наград проводятся ежегодно с 1949 года и вплоть до 1974 года существовала лишь просто «Эмми», позже переименованная в прайм-таймовую премию «Эмми», чтобы выделить дневную «Эмми».
Премию представляют три организации: Американская телевизионная академия вручает премии всем вечерним передачам, исключая спортивные; Американская национальная телевизионная академия (англ. National Academy of Television Arts and Sciences) вручает премии дневным, спортивным, новостным и документальным программам; Международная телевизионная академия (англ. International Academy of Television Arts and Sciences) вручает премии телевизионным программам, выпущенным и транслирующимся за пределами США.

## История
Первая статуэтка была вручена 25 января 1949 года в Голливудском спортивном клубе, однако она охватывала лишь программы Лос-Анджелеса. Название «Эмми» происходит от французского слова «immy» — так называлась катодная трубка в первых телевизионных камерах (сокращение от image orthicon). Атом, который держит в руках женщина, символизирует телевидение как науку, а крылья за её спиной — телевидение как искусство. В 1950 году «Эмми» приобрела национальный статус и охватывала проекты по всей стране.
Первоначально существовала лишь одна «Эмми», которая вручалась каждый год перед началом нового телевизионного сезона. Все изменилось когда в 1974 году была создана «Дневная премия „Эмми“», которая награждала лучшие дневные программы. После этого «Эмми» стала названием серии наград, а само вручение наград лучшим прайм-тайм сериалам и персонам стало называться «Прайм-таймовой премией „Эмми“». Кроме того в начале 1970-х была создана «Международная премия Эмми», цель которой было поощрение лучших по мнению академиков телепрограмм.

## Статуэтка

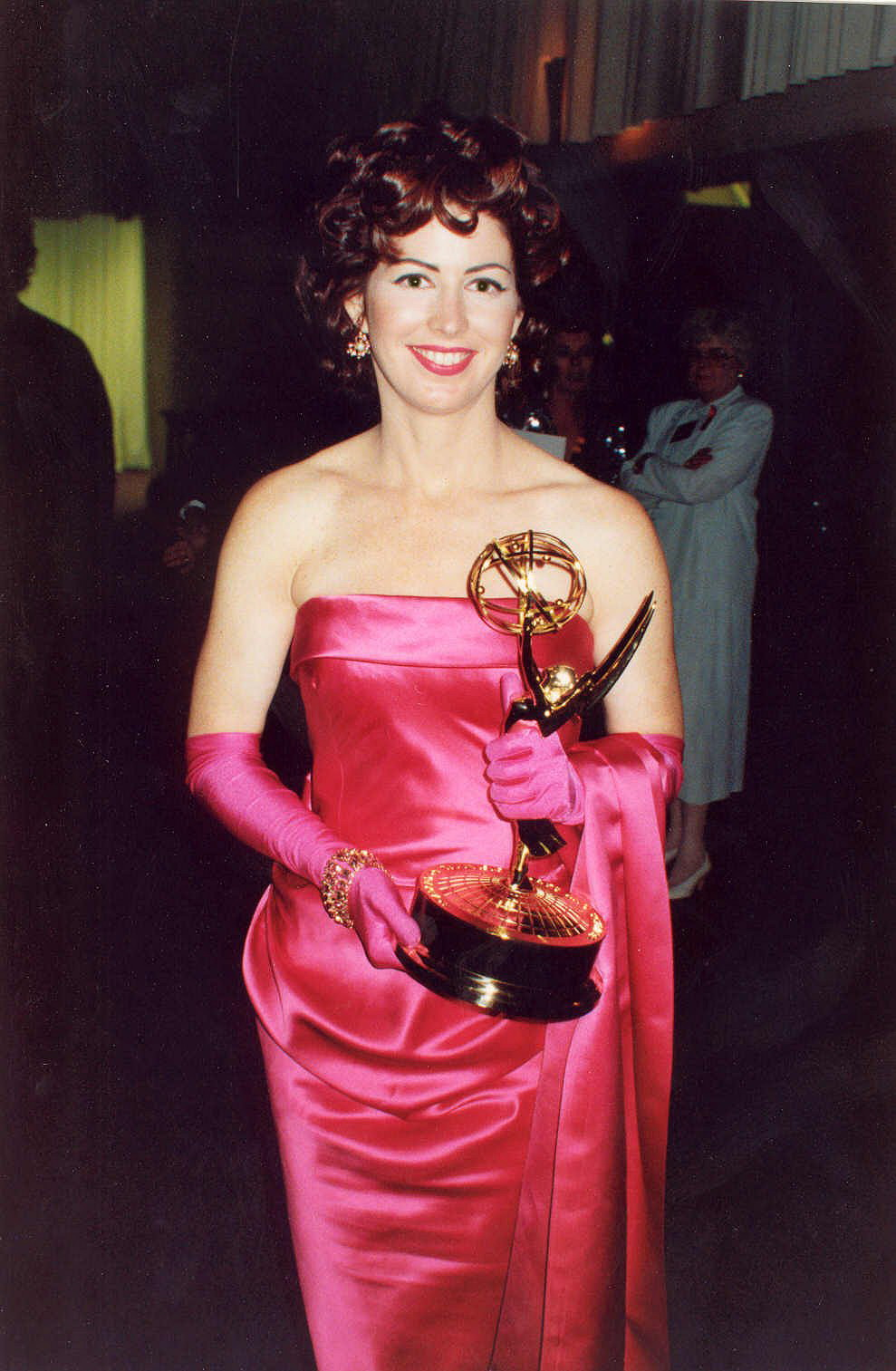
Актриса Дана Дилейни со своей «Эмми» в 1992 году

Статуэтку «Эмми», изображающую крылатую женщину, держащую атом, разработал телевизионный инженер Луи Макманус, который использовал свою жену в качестве модели. Телевизионная академия отклонила в общей сложности сорок семь предложений, прежде чем остановиться на дизайне Макмануса в 1948 году. Именно эта статуэтка, выполненная в виде ангела с крыльями, символизирующего музу искусства, которая держит в руках атом в окружении электронов как символ науки и технологии, по замыслу авторов стала говорить, что телевидение это синтез искусства, науки и технологий. Каждая статуэтка весит 3,08 килограмма, изготовлена из сплава меди, никеля, серебра и золота и высотой 39 сантиметров. Региональные премии «Эмми» высотой 29 сантиметров. Изготовляют награды в Нью-Йорке, в той же компании, где делают «Оскар» и «Золотой глобус».
Владельцы премии, и соответственно товарного знака, применяют строгие требования к изображению статуэток и её можно изображать только левой стороной. Также при использовании изображений в обязательном порядке требуется указывать «ATAS/NATAS», владельцев премии. Члены телеакадемий также должны получать разрешения на использование образа статуи или товарного имени, даже если являются лауреатами премии.

## Церемонии
В рамках премии «Эмми» проводятся следующие церемонии:

### Прайм-таймовая премия «Эмми»
Прайм-таймовая премия «Эмми» (англ. Primetime Emmy Award). Главная премия. Вручается обычно в середине сентября. До 1972 года носила название премия «Эмми» (англ. Emmy Award).
Основные категории Прайм-таймовой премии «Эмми»:
- (для телефильмов и мини-сериалов)
  - Лучший сериал ограниченной перспективы (англ. Outstanding Limited Series);
  - Лучший телефильм (Outstanding Television Movie)
  - Лучший актёр в мини-сериале или телефильме (англ. Lead Actor in a Miniseries or a Movie);
  - Лучшая актриса в мини-сериале или телефильме (англ. Lead Actress in a Miniseries or a Movie);
  - Лучший актёр второго плана в мини-сериале или телефильме (англ. Supporting Actor in a Miniseries or a Movie);
  - Лучшая актриса второго плана в мини-сериале или телефильме (англ. Supporting Actress in a Miniseries or a Movie);
  - Лучшая режиссура мини-сериала, телефильма или драматического выпуска (Primetime Emmy Award for Outstanding Directing for a Limited Series, Movie, or Dramatic Special)
  - Лучший сценарий мини-сериала, телефильма или драматического выпуска (Primetime Emmy Award for Outstanding Writing for a Limited Series, Movie, or Dramatic Special)

- (для драматических телесериалов)
  - Лучший драматический сериал (англ. Outstanding Drama Series);
  - Лучший актёр драматического сериала (англ. Lead Actor in a Drama Series);
  - Лучшая актриса драматического сериала (англ. Lead Actress in a Drama Series);
  - Лучший актёр второго плана в драматическом телесериале (англ. Supporting Actor in a Drama Series);
  - Лучшая актриса второго плана в драматическом телесериале (англ. Supporting Actress in a Drama Series);
  - Лучший приглашенный актёр в драматическом телесериале (англ. Guest Actor in a Drama Series);
  - Лучшая приглашенная актриса в драматическом телесериале (англ. Guest Actress in a Drama Series);
  - Лучшая режиссура драматического телесериала (Primetime Emmy Award for Outstanding Directing for a Drama Series)
  - Лучший сценарий драматического сериала (Primetime Emmy Award for Outstanding Writing for a Drama Series)

- (для комедийных телесериалов)
  - Лучший комедийный сериал (англ. Outstanding Comedy Series);
  - Лучший актёр комедийного сериала (англ. Lead Actor in a Comedy Series);
  - Лучшая актриса комедийного сериала (англ. Lead Actress in a Comedy Series);
  - Лучший актёр второго плана в комедийном телесериале (англ. Supporting Actor in a Comedy Series);
  - Лучшая актриса второго плана в комедийном телесериале (англ. Supporting Actress in a Comedy Series);
  - Лучший приглашенный актёр в комедийном телесериале (англ. Guest Actor in a Comedy Series);
  - Лучшая приглашенная актриса в комедийном телесериале (англ. Guest Actress in a Comedy Series);
  - Лучшая режиссура комедийного телесериала (Primetime Emmy Award for Outstanding Directing for a Comedy Series)
  - Лучший сценарий комедийного телесериала (Primetime Emmy Award for Outstanding Writing for a Comedy Series)

- Лучшее реалити-шоу (англ. Outstanding Reality Program);
- Лучшая анимационная программа (англ. Outstanding Animated Program (For Programming less than One Hour));
- Лучшая музыкальная тема для вступительных титров (англ. Outstanding Main Title Theme Music).

### Дневная премия «Эмми»
Дневная премия «Эмми» (англ. Daytime Emmy Award). Вручается с 1972 года.
- «Лучший драматический телесериал» (Daytime Emmy Award for Outstanding Drama Series)
- «Лучший актёр драматического телесериала» (Daytime Emmy Award for Outstanding Lead Actor in a Drama Series)
- «Лучшая актриса драматического телесериала» (Daytime Emmy Award for Outstanding Lead Actress in a Drama Series)
- «Лучший актёр второго плана драматического телесериала» (Daytime Emmy Award for Outstanding Supporting Actor in a Drama Series)
- «Лучшая актриса второго плана драматического телесериала» (Daytime Emmy Award for Outstanding Supporting Actress in a Drama Series)
- «Лучшая режиссура драматического телесериал» (Daytime Emmy Award for Outstanding Drama Series Directing Team)
- «Лучший сценарий драматического телесериала» (Daytime Emmy Award for Outstanding Drama Series Writing Team)
- Лучший молодой артист драматического телесериала (Outstanding Younger Performer in a Drama Series)

### Спортивная премия «Эмми»
Спортивная премия «Эмми» (англ. Sports Emmy Awards). Вручается весной.

### Техническая премия «Эмми»
Техническая премия «Эмми» (англ. Technology & Engineering Emmy Award).

### Региональные премии «Эмми»
Региональные премии «Эмми». Вручаются в 12 различных регионах США.

### Международная премия «Эмми»
Международная премия «Эмми». Вручается в ноябре.

### Новостная и документальная премия «Эмми»
Новостная и документальная премия «Эмми» (англ. News & Documentary Emmy Awards). Вручается за достижения в программах национальных новостей и документальных фильмов каждую осень.